# Bisdom Lansing

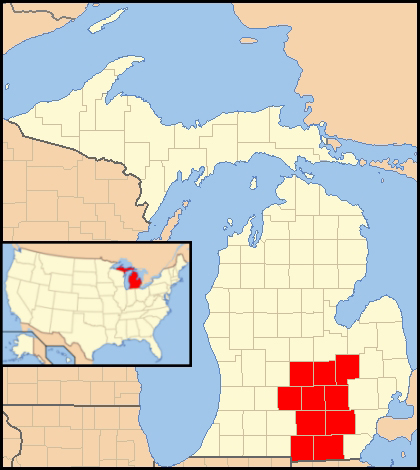
het bisdom (rood) binnen de kerkprovincie Detroit

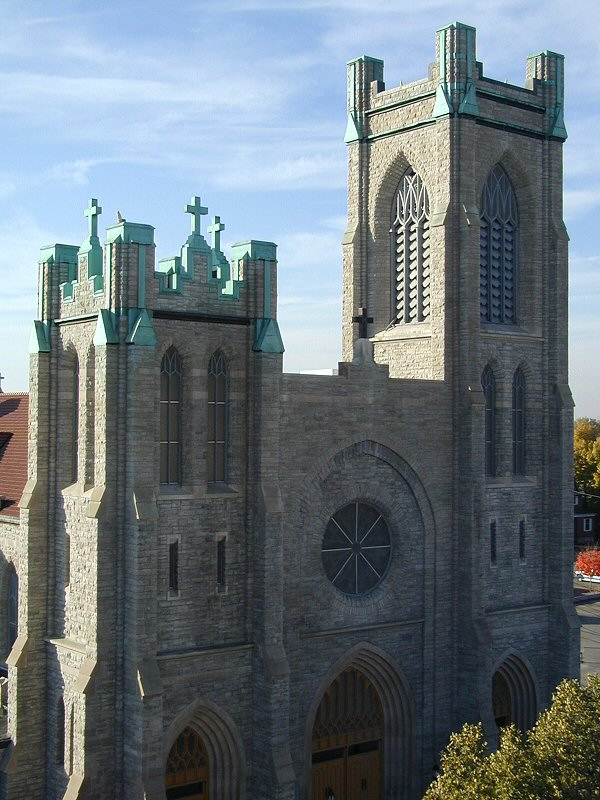
De kathedraal Saint Mary van Lansing

Het bisdom Lansing (Latijn: Dioecesis Lansingensis) is een rooms-katholiek bisdom met als zetel Lansing in Michigan. Het is een suffragaan bisdom van het aartsbisdom Detroit. 
Het bisdom werd opgericht in 1937 en omvatte aanvankelijk 15 county's. In 1971 werd het bisdom Kalamazoo opgericht, onder meer uit een deel van het bisdom Lansing.
In 2019 telde het bisdom 74 parochies. Het bisdom heeft een oppervlakte van 16.098 km² en omvat de county's Clinton, Eaton, Genesee, Hillsdale, Ingham, Jackson, Lenawee, Livingston, Shiawassee en Washtenaw en steden als Lansing, Adrian, Ann Arbor, Flint, Jackson, Owosso en Ypsilanti. Het bisdom telde in 2019 1.813.907 inwoners waarvan 10,5% rooms-katholiek was. 

## Bisschoppen
- Joseph Henry Albers (1937-1965)
- Alexander Mieceslaus Zaleski (1965-1975)
- Kenneth Joseph Povish (1975-1995)
- Carl Mengeling (1995-2008)
- Earl Alfred Boyea (2008-)

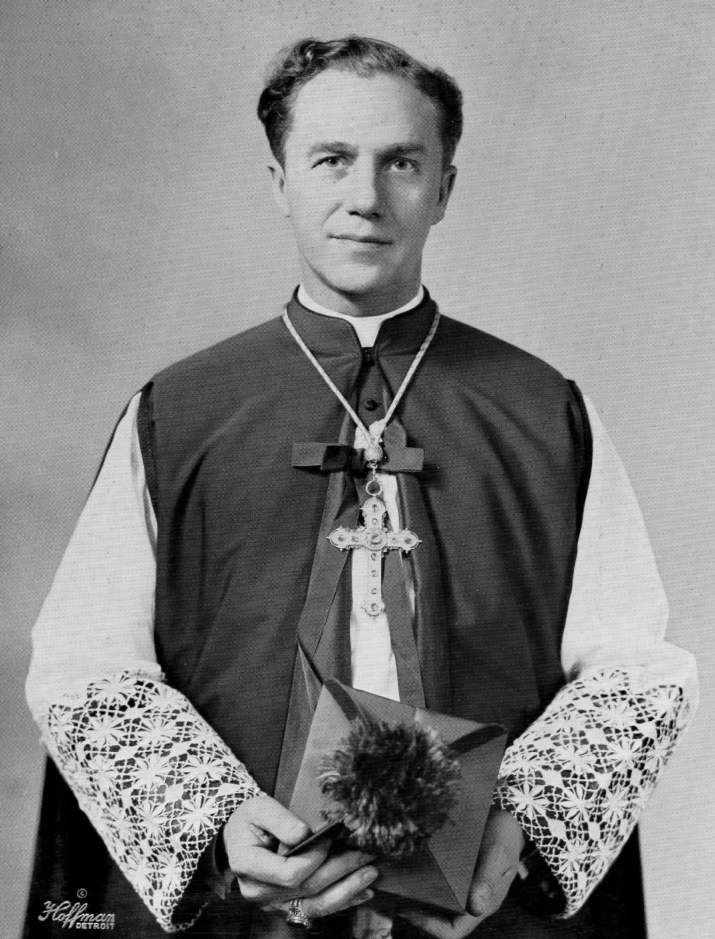
Alexander M. Zaleski
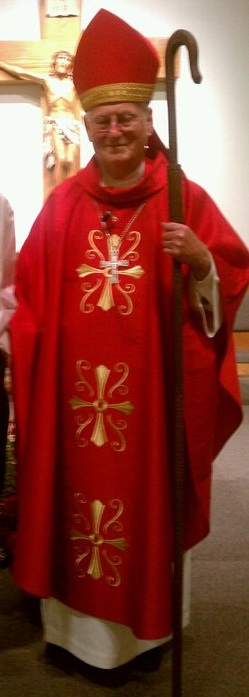
Carl Mengeling